# Achille Urbain
Achille Joseph Urbain (* 9. Mai 1884 in Le Havre, Département Seine-Maritime; † 5. Dezember 1957 in Paris) war ein französischer Ethologe, Immunologe, Mikrobiologe, Tierarzt, Museumsdirektor und Zoodirektor.

## Leben
Urbain war der Sohn eines Gendarmeriebrigadiers. Nach dem Abschluss der Sekundarschule in Angoulême, absolvierte er ab 1902 die Veterinärschule in Lyon, die er 1906 mit einem Diplom abschloss. Anschließend entschied er sich für eine militärische Karriere. Als er nach Clermont-Ferrand versetzt wurde, schrieb er sich an der dortigen wissenschaftlichen Fakultät ein, erwarb 1912 seine Licence und wurde ein Jahr später Präparator für Botanik. Während des Ersten Weltkriegs diente Urbain als Veterinärleutnant und später als Hilfstierarzt bei der Artillerie. 1920 wurde er mit der Dissertation Influence des matières de reserve de la graine sur le développement des plantes phanérogames zum Docteur en sciences promoviert und arbeitete einige Zeit im Labor von Alexandre Besredka am Institut Pasteur, bevor er einen Posten am veterinärmedizinischen Forschungslaboratorium erhielt, dessen Leitung er 1927 übernahm. Im selben Jahr wurde Urbain mit der Dissertation La réaction de fixation appliquée au diagnostic de certaines maladies microbiennes ou parasitaires communes à l’homme et aux animaux zum Doktor der Veterinärmedizin promoviert.
1931 wurde er stellvertretender Direktor des Lehrstuhls für Zoologie (Säugetiere und Vögel) am Muséum national d’histoire naturelle. Unter der Leitung von Édouard Bourdelle war er für die Ménagerie du Jardin des Plantes zuständig. Im Jahr 1933 wurde er zum Direktor des Parc zoologique de Paris in Vincennes ernannt und im folgenden Jahr wurde er der erste Inhaber des eigens für ihn geschaffenen Lehrstuhls für Ethologie der Wildtiere. 1935 unternahm er Tierfang-Expeditionen in den Tschad und nach Kamerun für den Zoo in Vincennes. 1936 übernahm er die Leitung der Menagerie du Jardin des plantes und 1937 die Leitung eines Labors der École pratique des hautes études. Zu Beginn des Zweiten Weltkriegs wurde Urbain als Veterinär-Oberstleutnant mobilisiert und war von 1942 bis 1949 Direktor des Muséum national d’histoire naturelle. 1947 wurde er zum Generalinspektor der naturhistorischen Museen in den Provinzen ernannt. 1948 wurde er Leiter des Musée de l’Homme. Von 1954 bis 1955 wurde er Inhaber des Lehrstuhls für Fischerei und koloniale Produktion tierischen Ursprungs. 1955 ging Urbain in den Ruhestand. Zwei Jahre später starb er im Pariser Krankenhaus Val-de-Grâce an den Folgen einer langen und schmerzhaften Krankheit.
Urbain widmete seine ersten Arbeiten der Mikrobiologie und Immunologie verschiedener Infektionskrankheiten wie Rotz, Pferdesalmonellose, Druse, Milzbrand und Ringelflechte bei Pferden. Im Museum erforschte er die Pathologie und Ethologie von Wildtieren. Er studierte Krankheiten, die Tiere in Gefangenschaft befallen, wie die Affentuberkulose oder Typhus bei Fleischfressern. 1938 veröffentlichte er das Buch La Réaction de fixation dans les tuberculoses humaines et animales und 1940 die Schrift Psychologie des animaux sauvages: instinct, intelligence. Als 1937 ein Kouprey (Bos sauveli) in den Zoo von Vincennes kam, fertigte die Urbain die wissenschaftliche Erstbeschreibung dieser Art an.
1910 heiratete Urbain Jeanne Besson, mit der er vier Kinder hatte. Er war Offizier, Ritter und Kommandeur der Ehrenlegion.